# William de Brailes
William de Brailes  was een Engels miniaturist. Hij was een van de twee miniaturisten uit de 13e eeuw die hun werk getekend hebben. Hij was waarschijnlijk afkomstig uit Brailes een stadje in Warwickshire, een kleine 50 km ten noorden van Oxford. Hij is de enige bij naam bekende seculiere Engelse miniaturist uit die periode waaraan werk kan worden toegeschreven. Hij verluchtte onder meer het De Brailes getijdenboek omstreeks 1240. Het is een van de eerste getijdenboeken die ooit gemaakt werden. William de Brailes was ook kopiist. Zijn hand kan herkend worden in verscheidene manuscripten, waarin hij samenwerkte met andere meesters. Alleen zijn getijdenboek en de inleidende cyclus bij een psalter nu in Stockholm werden uitsluitend door hem verlucht. De andere werken aan hem toegeschreven kwamen tot stand in samenwerking met andere verluchters of in een atelier.

## Biografische elementen

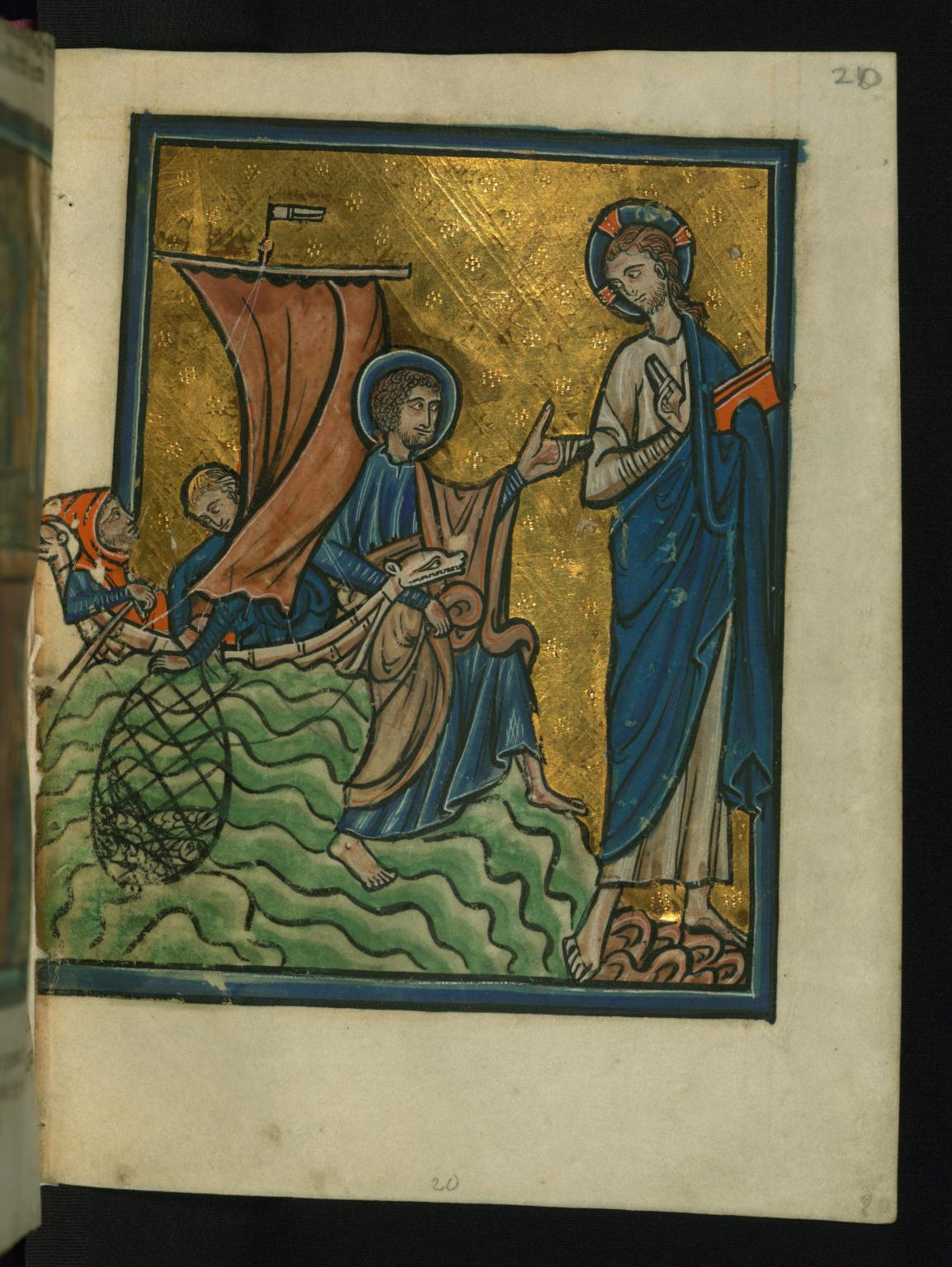
Christus aan het meer van Tiberias, Walters Art Museum, W. 106.

William de Brailes duikt voor het eerst op in een document van 1230 waar hij getuige is van de verkoop van een huis op School Street in Oxford. Hij leefde in Oxford in de wijk ten noorden van de St Mary kerk, waar alle ambachtslui die met de boekproductie te maken hadden gevestigd waren. Dit kwartier was ook het hart van de nieuwe universiteit. De resten van zijn huis zouden zich bevinden onder het All Souls College in Catte Street. De documenten waarin hij genoemd werd, hebben meestal te maken met eigendomsoverdrachten, beroepshalve werd hij niet vernoemd. Het is uit deze documenten dat we weten dat hij getrouwd was met Celena en waar zijn huis gelegen was. Hij kwam als getuige voor in documenten, naast het eerstgenoemde, van 1238, 1246, 1252 en 1260. In het laatste werd hij genoemd als de eigenaar van een perceel in Catte Street.

## Zelfportretten
In tegenstelling tot de collega’s getuigen waarmee William de Braille in de aktes vermeld werd, heeft men nooit zijn beroep genoemd. Men kan dus alleen maar veronderstellen dat de William die men documentair kent, overeenstemt met de William de Braille die zichzelf in twee werken geportretteerd en genoemd heeft.
In het getijdenboek heeft hij zichzelf afgebeeld op f43r in een gehistorieerde "C" initiaal, met daarnaast de tekst W de Brailes qui me depeint. Hij is afgebeeld met een tonsuur maar niet in het habijt van een monnik. Boven hem zien we een zegenende hand. Op f47r vinden we een gelijkaardige initiaal maar ditmaal met de tekst W de Brail en ook op f88v heeft hij zichzelf geportretteerd in een "D" initiaal, maar ditmaal zonder bijgaande tekst.
In een losse miniatuur, nu in het  Fitzwilliam Museum, MS 330.iii, afkomstig uit een psalter of een Bijbel, zien we in de rechterbenedenhoek de wrekende engel die de zielen van de zondaars naar het vagevuur stuurt, maar hij heeft er eentje uitgehaald die dus ook de boetedoening zal bespaard worden. De figuur houdt een banderol in de hand met daarop W de Braile me fecit. (Willem de Brailes maakte mij).

## Werken

### Eigen werk

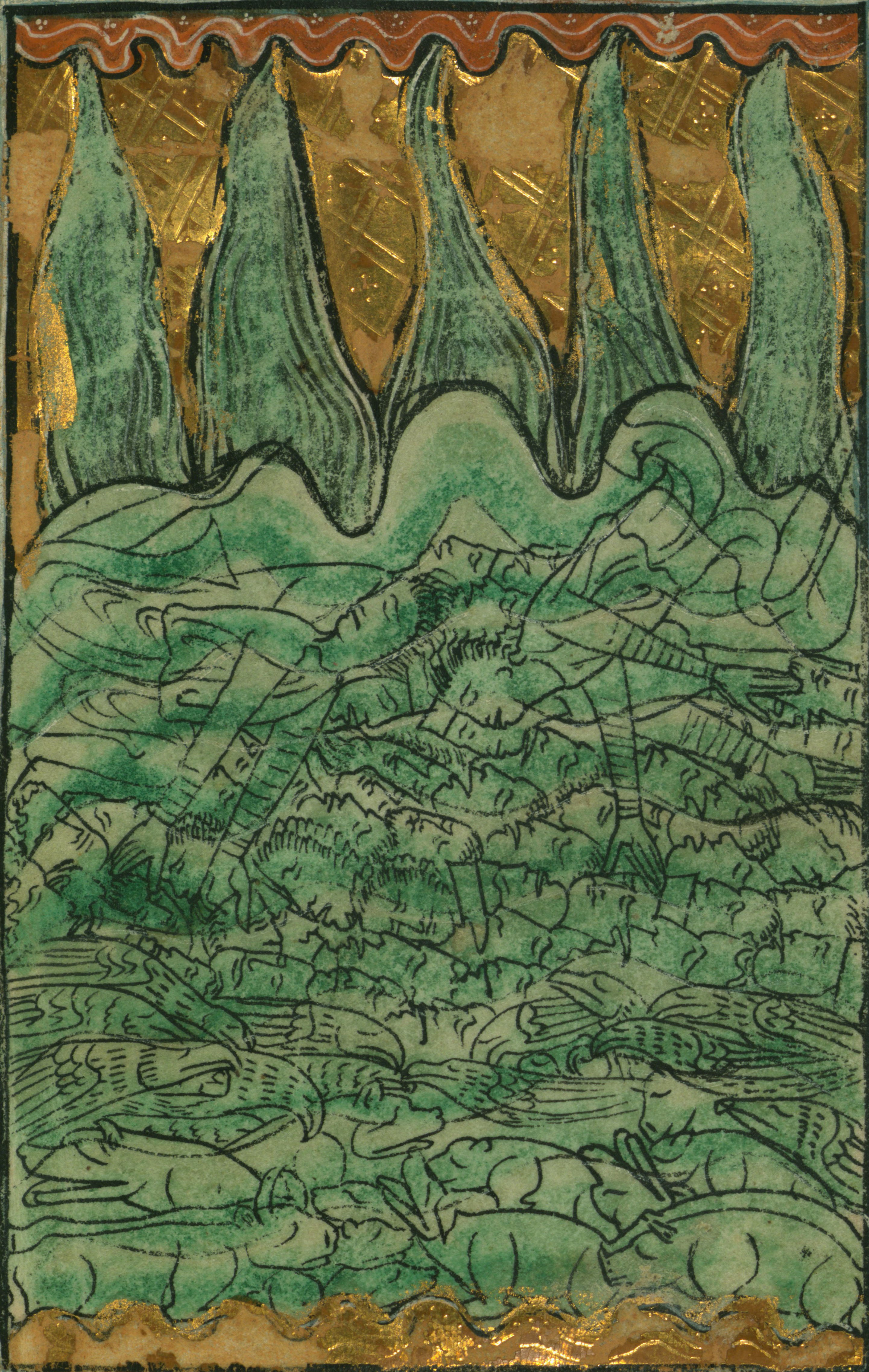
William de Braille, De zondvloed, Walters Art Museum, W. 106.

- De Brailes getijdenboek, ca. 1240, British Library, MS 49999, gemaakt voor een vrouw, een zekere Suzanna, die enkele malen in het boek werd afgebeeld, onder meer op f64v.[8]
- Psalter, nu in het Nationalmuseum in Stockholm, Ms. B.2010. 24 volbladminiaturen uit de inleidende cyclus met beelden uit het Oude- en Nieuwe Testament  bevinden zich nu in het Walters Art Museum, W 106 en 7 volbladminiaturen in het Musée Marmottan Monet (Wildenstein collectie). Origineel bevatte de cyclus waarschijnlijk meer dan 98 miniaturen.[3]

### Atelier
Hierbij enkele werken uit het atelier van de meester.
- Zes miniaturen nu bewaard in het Fitzwilliam Museum als MS. 330 en één in de Pierpont Morgan Library als M.913
- De Braille Bijbel: dominicaanse bijbel met een aantal missen, Bodleian Library, Oxford, Lat. Bib. e. 7
- Franciscaanse Bijbel, British Library, Harley 2813.[9]
- Bijbel, Cambridge, Gonville and Caius College MS. 350/367
- Oxford, New College Psalter, Ms. 322

## Weblinks
- De Brailes Hours op de website van de British Library
- Walters Ms. W.106, Bible pictures by William de Brailes online raadplegen
- De Brailes Hours op de catalogus van de British Library

- Gemeinsame Normdatei: 119118513
- International Standard Name Identifier: 0000 0000 5603 6943
- KulturNav: b9c6b74d-f69a-4242-a10a-c13ab466fc3d
- Library of Congress Control Number: n92049528
- Union List of Artist Names: 500010129
- Virtual International Authority File: 42640982
- WorldCat: E39PBJtmqGDWx3x8KJjcyCKWXd